# توماس هانتر (هنرپیشه)
توماس هانتر (انگلیسی: Thomas Hunter؛ زادهٔ ۱۹ دسامبر ۱۹۳۲) بازیگر و فیلم‌نامه‌نویس اهل ایالات متحده آمریکا است.
از فیلم‌ها یا برنامه‌های تلویزیونی که وی در آن نقش داشته است می‌توان به گذرگاه کاساندرا و مرگ در لاردو پرسه می‌زند اشاره کرد.